# Sur l'État : Cours au Collège de France
Sur l'État : Cours au Collège de France est un ouvrage de sociologie politique publié par Patrick Champagne, Rémi Lenoir, Franck Poupeau et Marie-Christine Rivière à partir des notes des cours de Pierre Bourdieu au Collège de France entre 1989 et 1992. 

## Présentation générale

### Contenu
Les cours de Pierre Bourdieu de 1989 à 1992 exposent un versant des recherches de l'auteur sur les manières de penser et de définir l’État. Il discute la validité de plusieurs théoriques et traditions doctrinales tout au long des années de cours. Il cherche notamment à comprendre comment l’État a pu se prévaloir d'une reconnaissance d'un « bien commun » après de diverses catégories sociales qui composent la nation, et comment cette reconnaissance est de nature conservatrice et tend d'abord à maintenir l'ordre social existant.

### Historique de publication
Cet ouvrage est le premier de la publication des cours et séminaires de Pierre Bourdieu. Il s'appuie sur un enregistrement des conférences de celui-ci au Collège de France, effectuées de 1989 à 1992, qui n'étaient pas destinées à être publiées,,.
Ces cours de 1989 à 1992 sont donnés à une époque où Pierre Bourdieu est déjà devenu, en quelque sorte, un mandarin, un penseur reconnu, une des grandes personnalités intellectuelles françaises de son époque,,. 
Il meurt en 2002. Ces enregistrements et notes, qui n'étaient pas destinés à être publiés, le sont dix ans après sa mort, vingt ans après l'ultime conférence,. 

## Résumé

### Sociologie historique
Il construit  une sociologie historique, s'intéressant à la genèse des États à partir de l’action de ceux qui les ont construits. Il établit une sociologie des groupes sociaux émergents, dans leur relation avec les groupes sociaux dominants. Il analyse en quoi nos usages, nos discours et nos pensées sur l'État ont été façonnés par le processus de construction et en quoi ils l'ont façonné en retour.
A ce titre, il commente les œuvres de plusieurs sociologues historiques, tels que Perry Anderson ou Barrington Moore, tout en en exposant les faiblesses. Pierre Bourdieu cite Norbert Elias, présentant sa thèse selon laquelle les États émergent d'une violente compétition les uns contre les autres. Il se réfère également aux travaux de Charles Tilly sur la formation de l'État et cite son apophtegme selon lequel « les États font la guerre et la guerre fait les États », et à d'autres penseurs anglo-saxons.

### État et formatage de la pensée
Il dresse un inventaire des modes par lesquels nos pensées et notre personne sont formatées par l’État, lui-même formaté par ces idées et ces pratiques. Il souligne dès les premiers cours la difficulté à penser l’État, considérant que les structures de notre conscience sont elles-mêmes en partie déterminées par l’État. 

### État et intérêt collectif
La notion d'un « intérêt collectif bien compris » fait en réalité office, pour lui, de centre de convergence des ambitions et des politiques, se stratifiant dans des luttes d'influence et d’intérêts, car dit-il, « L’État est le nom que nous donnons aux principes cachés, invisibles, de l’ordre social, et en même temps, de la domination à la fois physique et symbolique comme de la violence physique et symbolique ». Les moyens en sont aussi subtils qu'insidieux, ce qu'il traduit par cette formule : « L’ordre social repose sur un "nomos" qui est ratifié par l’inconscient de sorte que, pour l’essentiel, c’est la coercition incorporée qui fait le travail »